# 朱德裳
朱德裳（1874年—1936年），字师晦，号九还，男，湖南湘潭人，清末民初政治人物，同盟会会员。著有《三十年闻见录》。

## 家庭
孙女朱运，孙女婿易祖洛。